# Babenhausen (Hesja)
Babenhausen – miasto w Niemczech, w kraju związkowym Hesja, w rejencji Darmstadt, w powiecie Darmstadt-Dieburg.
W miejscowości znajduje się stacja kolejowa Babenhausen.